# 寶塔蟹守螺
寶塔蟹守螺（学名：Cerithium nodulosum）为蟹守螺科蟹守螺屬下的一个种。